# Kortnosad bengädda
Kortnosad bengädda (Lepisosteus platostomus) är en fiskart som beskrevs av Rafinesque 1820. Kortnosad bengädda ingår i släktet Lepisosteus och familjen Lepisosteidae. Inga underarter finns listade i Catalogue of Life.